# 2005年の教育
2005年の教育（2005ねんのきょういく）は、2005年の教育関連のできごとの一覧である。

## 全般
- 国立大学では初めて観光に関する学科が新設された（山口大学・琉球大学）
- 小中学校の教科書採択がおこなわれる。中学校社会科歴史的分野・公民的分野で「新しい歴史教科書をつくる会」が主導した扶桑社版教科書の採択の是非が争点となる。

## 大学

### 新設
- 群馬県立県民健康科学大学（群馬県立医療短期大学より。看護学部・診療放射線学部）
- 石川県立大学（石川県農業短期大学より。生物資源環境学部）
- 秋田看護福祉大学（秋田桂城短期大学より。看護福祉学部）
- 群馬パース大学（群馬パース学園短期大学より。保健科学部）
- 白梅学園大学（新設。子ども学部）
- 東京医療保健大学（青葉学園短期大学より。医療保健学部）
- 東京聖栄大学（聖徳栄養短期大学より。健康栄養学部）
- 大阪青山大学（新設。健康科学部）
- 四條畷学園大学（新設。リハビリテーション学部）
- 神戸ファッション造形大学（新設。ファッション造形学部）
- 奈良大学 （文学部文化財歴史。通信教育課程）
- LEC東京リーガルマインド大学（新設。総合キャリア学部）
- 大阪芸術大学（キャラクター造形学科）

### 統合
- 山梨県立大学（山梨県立女子短期大学・山梨県立看護大学が統合。人間福祉学部・国際政策学部・看護学部）
- 首都大学東京（東京都立大学 (1949-2011)・東京都立科学技術大学・東京都立保健科学大学を統合。都市教養学部・都市環境学部・システムデザイン学部・健康福祉学部）
- 大阪府立大学（旧大阪府立大学・大阪女子大学・大阪府立看護大学を統合。工学部・生命環境科学部・理学部・経済学部・人間社会学部・看護学部・総合リハビリテーション学部）
- 県立広島大学（広島県立大学・県立広島女子大学・広島県立保健福祉大学を統合。人間文化学部・経営情報学部・生命環境学部・保健福祉学部）
- 富山大学（富山大学・富山医科薬科大学・高岡短期大学を統合。工学部・人文学部・理学部・経済学部・人間発達科学部・医学部・薬学部・芸術文化学部）

### 名称変更
- 筑波学院大学（東京家政学院筑波女子大学より。共学化）

### 学部の新設・名称変更
- 国際医療福祉大学（リハビリテーション学部を、福岡県大川市に新設）
- 宝塚造形芸術大学（メディア・コンテンツ学部を増設）

### 学科の新設・名称変更
- 第一経済大学（現、福岡経済大学）（貿易学科の募集を停止し、商学科を新設）